# Jean-Pascal Lacoste
Pour les articles homonymes, voir Lacoste.
Jean-Pascal Lacoste, né le 21 juin 1978 à Toulouse (Haute-Garonne), est une personnalité de la télévision, chroniqueur et animateur français. Il est également acteur et ancien chanteur. Candidat dans de nombreuses émissions de télévision, il est surtout connu pour sa participation en 2001 à la première saison de Star Academy.

## Biographie

### Famille et vie privée
(juillet 2023).
Jean-Pascal Lacoste passe son enfance à Saint-Jean-de-Luz sur la Côte basque, avec son frère, Pierre-Louis. Dès son plus jeune âge, il pratique le sport local, le surf. Sa passion pour la mer le conduit à devenir maître-nageur sauveteur de Saint-Jean-de-Luz.
En 2001, Jean-Pascal vit une courte romance avec la chanteuse Jenifer lors de Star Academy.
Deux naissances, dont la première a lieu en 2008, jalonnent le couple qu'il forme avec sa compagne américaine. Le couple divorce en 2016 et Jean-Pascal Lacoste obtient la garde principale des deux enfants.
Depuis 2016, il vit en famille recomposée avec Delphine Tellier, demi-sœur de Sylvie Tellier, de quinze ans sa cadette. En 2022, le couple donne naissance à une fille, Ainhoa.

### Carrière

#### Star Academyet musique (2001-2003)
En octobre 2001, Jean-Pascal Lacoste est sélectionné par TF1 pour participer à la première édition de Star Academy.
Le 20 octobre 2001, il intègre le château de Dammarie-lès-Lys aux côtés de 15 autres candidats. Il est éliminé le 5 janvier 2002 aux portes de la finale. Ils sont ensuite dix à partir quelques mois sur les routes de France, de Suisse et de Belgique pour la tournée Star Academy.
Il est le seul candidat de Star Academy à n'avoir fait aucun duo avec un artiste connu, aucun n'ayant voulu chanter avec lui.
Le 19 mars 2002, il sort un premier single, intitulé L'Agitateur, certifié disque d'or, vendu à 600 000 exemplaires et entré directement à la 2e place du top 50. Son deuxième single intitulé Rue de la liberté atteint la 13e place du top 50. Son troisième single intitulé La Chanson con largement diffusé sur TF1, écrit et composé par Jean-Philippe Argento, reste 15 semaines dans les classements français.
Le 20 août 2002, il sort son premier album Qui es-tu ?, certifié disque d'or pour plus de 35 000 ventes. Une tournée est organisée. Il passe par l'Olympia de Paris en janvier 2003 et par le Cirque Royal de Bruxelles, où il fait salle comble avec 3 000 fans.
En août 2003, il sort son second et dernier album intitulé Plein Sud mais cet opus est un échec commercial et se vend à seulement 8 000 exemplaires.

#### Acteur de télévision (2003-2014)
Il débute en tenant un rôle lors de deux épisodes de la saga de l'été de TF1 Le Bleu de l'océan diffusée en 2003. De 2006 à 2013, il incarne le personnage de Luc Irrandonéa dans la série policière Section de recherches sur la même chaîne. Il reprend ce rôle lors de deux épisodes, en 2014 et 2022.
Il apparaît dans un épisode de la série Père et Maire, diffusé le 23 mars 2009 sur TF1. En mars 2013, il a un rôle dans l'épisode Indiana Camping de la série Camping Paradis sur la même chaîne.
Après la fin de son contrat en tant que salarié avec le groupe TF1, le Toulousain rencontre des difficultés d'ordre pécuniaire. En 2016 — année de son divorce — il se lance dans la restauration avec l'exploitation d'une guinguette de la mairie de Saint-Jean-de-Luz,. Trois ans plus tard, la rentabilité étant décevante, il ne poursuit pas cette activité et est employé alors comme serveur,.

#### Autres apparitions télévisuelles
En juin 2002, TF1 confie à Jean-Pascal Lacoste une rubrique dans une émission sur le mondial du football : Tous ensemble avec JP présenté par Jean-Pierre Pernaut. L'émission ne rencontre pas le succès espéré.
En 2003, après plusieurs apparitions dans diverses émissions sur TF1 telles La Fureur, Les Enfants de la télé ou Nice People, il fait ses débuts d'animateur dans Incroyable mais vrai ! aux côtés de Bruno Roblès, Roger Pierre et Sophie Favier. Il est nommé lors de la 1re cérémonie des Gérard de la télévision dans la catégorie « pire animateur ou chroniqueur aux capacités intellectuelles contrariées ». Entre 2004 et 2007, il participe à trois éditions du Grand Concours des animateurs. Il échoue lors des premières manches des concours.
En 2006, il assure aussi avec Frédérique Bangué le commentaire français du jeu télévisé japonais Viking sur la chaîne JET. Après avoir été évincé de son poste de chroniqueur d'Incroyable mais vrai !, Jean-Pascal Lacoste anime en 2007 sa propre émission Big Buzz sur TF6. En septembre 2008, il anime l'émission quotidienne Les Douze Cœurs sur NRJ 12 et NRJ Poker le Duel en compagnie de Karine Lima.
En 2013, Jean-Pascal Lacoste est de retour sur TF1 pour participer à l'émission Splash : Le Grand Plongeon lancée en février. Il affronte entre autres Golan Yosef, Laury Thilleman, Jackson Richardson, Jean-Luc Lahaye, Keen'V, Christophe Beaugrand, Danièle Évenou, Ève Angeli, Christian Califano, Clément Lefert, Katrina Patchett, Sheryfa Luna et Jennifer Lauret dans un concours de plongeon présenté par Estelle Denis accompagnée pour l'occasion de Julie Taton et Gérard Vives. Il ne se qualifie pas pour la finale.
En 2018, il fait partie des testeurs d'objet de l'émission Vous avez un colis sur 6ter, avec sa compagne Delphine Tellier et ses deux enfants Kylie et Maverick. La même année, il participe à l'émission d'aventures Perdus au milieu de nulle part avec Issa Doumbia sur W9.
Le 19 mai 2020, il participe pour la première fois en tant que chroniqueur à Touche pas à mon poste !. L'émission sans public est alors nommée C que du kif. Il fait sa rentrée officielle en septembre dans TPMP ! Ouvert à tous puis dans Touche pas à mon poste !. Sa participation à l'émission prend fin pendant cette saison.
En 2022, il déclare qu'il a été question qu'il puisse intégrer la dernière saison de Star Academy avant qu'il ne fasse part de ses attentes salariales : « ou je viens tous les dimanches et c'est 2 500 balles par dimanche, ou je viens une seule fois et c’est 5 000 ! ».

## Discographie

### Albums studio
| Titre                                                             | Détails de l'album                                         | Meilleure position | Meilleure position | Meilleure position | Ventes  | Certifications |
| Titre                                                             | Détails de l'album                                         | BE-W               | FRA                | SUI                | Ventes  | Certifications |
| ----------------------------------------------------------------- | ---------------------------------------------------------- | ------------------ | ------------------ | ------------------ | ------- | -------------- |
| Qui es-tu ?                                                       | - Sortie : 26 août 2002 - Label : Universal - Formats : CD | 1                  | 7                  | 61                 | 128 100 | Or             |
| Plein sud                                                         | - Sortie : 26 août 2003 - Label : Universal - Formats : CD | 12                 | 42                 | —                  | 8 000   |                |
| « — » indique que l'album n'est pas sorti ou classé dans le pays. |                                                            |                    |                    |                    |         |                |

### Singles
| Titre             | Année | Meilleure position | Meilleure position | Album       |
| Titre             | Année | BE-W               | FRA                | Album       |
| ----------------- | ----- | ------------------ | ------------------ | ----------- |
| L'Agitateur Or    | 2002  | 1                  | 2                  | Qui es-tu ? |
| Rue de la liberté | 2002  | 3                  | 13                 | Qui es-tu ? |
| La Chanson con    | 2002  | 22                 | 17                 | Qui es-tu ? |

## Émissions de télévision

### Candidat / participant
- 2001-2002 : Star Academy (saison 1) sur TF1
- 2003 : Nice People sur TF1
- 2004 : Fear Factor (saison 2) sur TF1
- 2004 : Zone rouge sur TF1
- 2004 : Le Maillon faible sur TF1
- 2004-2007 : Le Grand Concours des animateurs sur TF1 : trois participations
- 2005 : Celebrity Dancing sur TF1
- 2006 : Le Grand show de la glace sur TF1
- 2010 : Attention à la marche ! sur TF1
- 2013 : Splash : Le Grand Plongeon sur TF1
- 2015 : Fort Boyard sur France 2
- 2016 : Un dîner presque parfait Spéciale Pays Basque sur W9
- 2018 : Vous avez un colis sur 6ter
- 2018 : Perdus au milieu de nulle part sur W9
- 2018 : Strike sur C8
- 2019 : Un dîner presque parfait Spéciale animateurs sur W9
- 2019 : Top départ, lâchez les chevaux sur M6
- 2022 : Escape Show sur Tipik
- 2024 : Un dîner presque parfait Spéciale Sosies sur W9
- 2024 : Les Cinquante (saison 3) sur W9[20]
- 2025 : Les Apprentis Aventuriers : La loi de la jungle sur W9.
- 2025 : Toute la vérité avec Giuseppa sur M6+

### Chroniqueur
- 2002 : Tous ensemble avec JP sur TF1
- 2020-2024 : Touche pas à mon poste !, C que du kif !, TPMP Week end, Le 6 à 7 sur C8
- 2023-2024 : PAF sur C8.

### Animateur
- 2003-2006 : Incroyable mais vrai ! sur TF1, avec Bruno Roblès, Sophie Favier et Roger Pierre
- 2006-2007 : Viking sur JET, avec Frédérique Bangué
- 2007 : Big Buzz sur TF6
- 2008 : Les Douze Cœurs sur NRJ 12, avec l'astrologue Alexandre N. Isis et Caroline
- 2008 : NRJ Poker le duel sur NRJ 12, avec Karine Lima
- 2009 : Ça passe ou ça trappe sur NRJ 12, avec les jumelles Anouk et Jenny
- 2023 : Le 6 à 7 sur C8, en remplacement de Delphine Wespiser

## Filmographie

### Séries télévisées
- 2003 : Le Bleu de l'océan : José Ferrera
- 2006 - 2014, 2022 : Section de recherches : Luc Irrandonéa
- 2009 : Père et Maire (épisode La passion de Marie-France) : Nicolas
- 2013 : Camping Paradis (épisode Indiana Camping) : Jean-Pat
- 2014 : Nos chers voisins, fête des voisins : Père Jean-Benoît
- 2025 : Les Mystères de l'amour : Ricky

### Court-métrage
- 2014 : Unique de Thierry Sarraute Denjean (prix du jury au 5e Festival des Palmes de Pau 2016)